# Rayle
Rayle é uma cidade  localizada no estado americano de Geórgia, no Condado de Wilkes.

## Demografia
Segundo o censo americano de 2000, a sua população era de 139 habitantes.
Em 2006, foi estimada uma população de 136, um decréscimo de 3 (-2.2%).

## Geografia
De acordo com o United States Census Bureau tem uma área de 2,4 km², dos quais 2,4 km² cobertos por terra e 0,0 km² cobertos por água. Rayle localiza-se a aproximadamente 189 m acima do nível do mar.

## Localidades na vizinhança
O diagrama seguinte representa as localidades num raio de 28 km ao redor de Rayle.